# Traitement thermique superficiel
Pour les articles homonymes, voir Traitement thermique (homonymie).

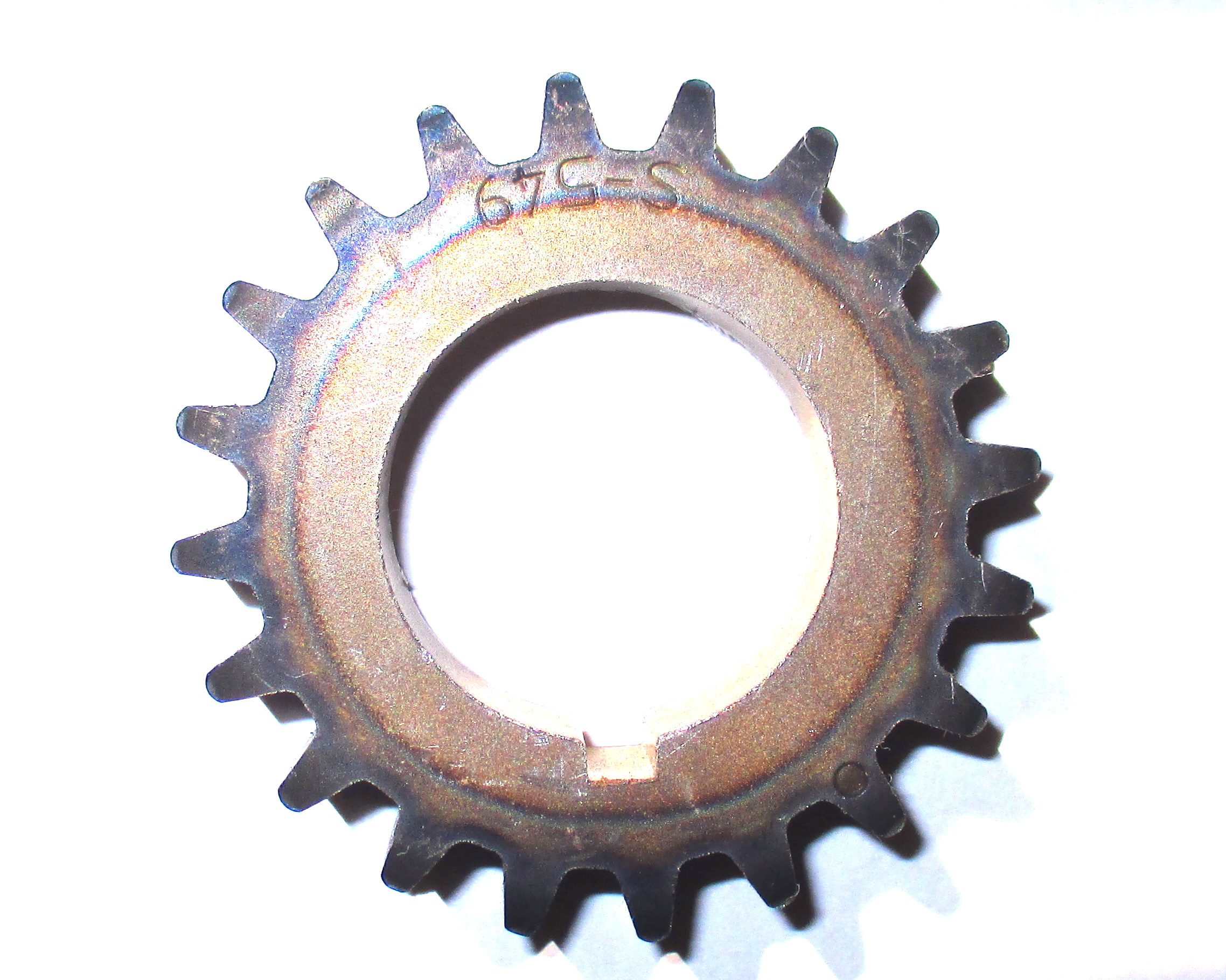
Pignon de distribution d'un moteur qui a été traité thermiquement pour atteindre une dureté spécifique, puis durci à la flamme uniquement à la surface des dents.

Les traitements thermiques superficiels sont des techniques de traitement thermique d'un matériau visant à conférer à certaines pièces mécaniques des caractéristiques mécaniques différentes à cœur ou en surface. En effet, dans de nombreux cas, les pièces mécaniques sont soumises à des sollicitations de type :
- usure ;
- frottement ;
- fatigue ;
- corrosion.

Ces phénomènes sollicitent les couches externes qui nécessitent parfois des traitements, dont il existe plusieurs types.
L'autre type de traitement thermique est le traitement thermique dans la masse.
Les traitements superficiels sont classés en deux grandes familles : le durcissement par trempe après chauffage superficiel et les traitements thermochimiques.

## Traitement par chauffage superficiel
Le chauffage est localisé jusqu’à quelques millimètres à température austénitique suivie d’un refroidissement rapide sous deux formes différentes : 
- utilisation d’un fluide pour les fortes épaisseurs ;
- refroidissement endogène (profite du volume intérieur et du milieu extérieur froid pour refroidir la fine couche traité).

### Chauffage oxyacéthylène (OA)
Réalisé à avec un chalumeau.
- Vitesse de chauffe élevée (200 °C/s).
- Temps de maintien faible.
- Température et épaisseur difficiles à maîtriser.

### Chauffage par induction
Apport thermique par effet Joule lié à la présence de courant induit. Préférable au chauffage OA pour sa meilleure maîtrise de l’épaisseur de chauffe ainsi que de la température.
Technique employée pour la trempe superficielle de pièces mécaniques devant conserver ses qualités internes propres et présenter une couche très dure en surface.

### Techniques haute énergie
- Bombardement électronique
- Laser
- Torche à plasma

Ces types de chauffage sont caractérisés par :
- chauffage très rapide (5 000 à 10 000 °C/s) ;
- épaisseur traitée de quelques µm ;
- très bonne maîtrise de l’épaisseur ;

Ils sont plutôt utilisés dans les traitements pour accroître la résistance au frottement.

### Aciers utilisés
L’épaisseur de traitement doit être faible (pas plus de 10 mm), il nous faut donc des matériaux avec une faible trempabilité : acier avec % C < 0,5. Cette limitation du carbone diminue les risques d’austénite résiduelle et de tapure de trempe

## Projection thermique

### Projection plasma
Le traitement thermique superficiel à l’aide de la projection plasma permet de contourner les deux difficultés majeures que présentent les traitements par chauffage et les traitements thermochimiques :
- épaisseur traitée non homogène ;
- réaction chimique entre deux métaux à compatibilité cristallographique.

La projection plasma permet un meilleur contrôle des épaisseurs et le revêtement est possible sur tous types de matériaux.
Le principe consiste à projeter à chaud des particules venant s’écraser sur les surfaces à traiter. Avant le traitement, il faut préparer la surface par sablage ou décapage. L’adhérence au matériau est liée à l'énergie cinétique des particules (vitesses de 200 à 1 000 m/s). Les particules projetées peuvent être du tungstène, du cuivre, du tantale, du molybdène ou de la céramique.

## Traitement thermochimique
Les principaux traitements sont : 
- nitruration ;
- cémentation ;
- carbonitruration : résistance à l’usure ;
- chromisation : caractéristique mécanique, usure, lutte contre la corrosion.

### Cémentation
Accroissement du durcissement par augmentation du % C en superficie. C’est un traitement chimique de diffusion du carbone. Cet enrichissement se fait dans un milieu gazeux (80 % des utilisations), liquide, pâteux. Il y a deux phénomènes simultanés :
- réaction chimique à la surface du métal ;
- processus de diffusion des zones externes vers le cœur (très rapide).

Le traitement s’effectue dans la plage 900 à 950 °C (cette température élevée favorise la diffusion). Les aciers utilisés possèdent un faible % C et peu d’éléments d’addition (XC18, 20MC16).

### Nitruration
Le traitement (ou procédé) de nitruration est un traitement de surface qui consiste à plonger des pièces usinées dans un milieu susceptible de céder de l'azote (autrefois appelé nitre) en surface, à une température de 300 à 580 °C où l'azote peut diffuser de la surface vers le cœur de la pièce. Une fois le traitement effectué, on peut observer deux couches :
- la couche de combinaison, en surface, d’une épaisseur approximative de 20 μm, elle est composée de nitrures de fer (Fe3N et/ou Fe4N) ;
- la couche de diffusion plus épaisse (100 à 1 000 μm), si le métal contient des éléments d’alliage il se forme des précipités de nitrures finement dispersés dans la zone de diffusion. Ces précipitations conduisent à un durcissement important, les niveaux de dureté obtenus sont compris entre 400 et 1 300 HV (dureté Vickers). La couche de diffusion est donc plus dure que la couche de combinaison.

L’augmentation de la dureté en surface apporte des avantages certains : l’usure des pièces va être limitée, mais les pièces vont tout de même garder à cœur leurs caractéristiques mécaniques propres, en ce qui concerne la nitruration, la couche de combinaison a de bonnes propriétés de glissement ce qui peut être appréciable pour les roulements et les engrenages, cette couche pouvant être retirée si nécessaire.
La dureté obtenue est supérieure à celle de la cémentation (1 200 HV contre 1 000 HV) et l’épaisseur mieux maîtrisée mais le traitement est légèrement plus onéreux (5 €/kg traité contre 3 €/kg). Les aciers utilisés ont un % C compris entre 0,3 et 0,4 avec ou sans éléments d’addition.

### Carbonitruration et chromisation
La chromisation est un traitement par lequel on fait diffuser du chrome dans les couches superficielles d'un acier. Elle ne doit pas être confondue avec le chromage, qui est un dépôt superficiel de ce métal sur de l'acier ou d'autres matériaux.
La carbonitruration est un traitement de diffusion. Comme pour la cémentation, il y a un apport de carbone en surface mais en plus, il y a une introduction d'azote dans le four ou dans un bain.